# Australian Music Retailers Association
Australian Music Retailers' Association forkortet (AMRA) er en handelsorganisation grundlagt i 1993, som repræsenterer Australiens musikindustris produktionssketor, der inkluderer musikproducenter, musikdetailhandlere og instrumentfabrikanter, hertil også forhandlere af lydteknisk udstyr. Organisationen er i tæt samarbejde med den resterende musikindustri for, at administrere musikindspilninger med et offensivt indhold, og derved gøre kunderne opmærksom på det ved mærkater på albumomslagene.

## Fodnoter
1. ↑  "www.australianmusicoffice". Arkiveret fra originalen 15. april 2010. Hentet 12. maj 2010.
2. ↑  "www.accc.gov.au". Arkiveret fra originalen 22. august 2010. Hentet 12. maj 2010.